# Gymnosporia bonii
Gymnosporia bonii är en benvedsväxtart som beskrevs av Charles-Joseph Marie Pitard. Gymnosporia bonii ingår i släktet Gymnosporia och familjen Celastraceae. Inga underarter finns listade.